# 5nadstěn
5nadstěn či pentachoron je v geometrii čtyřrozměrnou analogií tetraedru. Jde o konvexní čtyřrozměrné těleso s deseti trojúhelníkovými stěnami. Je jedním z šesti pravidelných nadstěnů a také čtyřrozměrný simplex.

## Geometrie
Kartézské souřadnice vrcholů 5nadstěnu o délce hrany 2 jsou:

3D projekce pentachoronu

{\displaystyle \left({\frac {1}{\sqrt {10}}},\ {\frac {1}{\sqrt {6}}},\ {\frac {1}{\sqrt {3}}},\ \pm 1\right)}
{\displaystyle \left({\frac {1}{\sqrt {10}}},\ {\frac {1}{\sqrt {6}}},\ {\frac {-2}{\sqrt {3}}},\ 0\right)}
{\displaystyle \left({\frac {1}{\sqrt {10}}},\ -{\sqrt {\frac {3}{2}}},\ 0,\ 0\right)}
{\displaystyle \left(-2{\sqrt {\frac {2}{5}}},\ 0,\ 0,\ 0\right)}

### Objem a obsah 5nadstěnu
Následující vzorce udávají, jaký je objem 5nadstěnu, a jeho k-rozměrné povrchy (což je vždy obsah k-rozměrné stěny krát počet těchto stěn) v závislosti na hraně a.
{\displaystyle V_{4D}={\frac {\sqrt {5}}{96}}\;a^{4}\,}
{\displaystyle S_{3D}={\frac {5{\sqrt {2}}}{12}}\;\ a^{3}\,}
{\displaystyle S_{2D}={\frac {5{\sqrt {3}}}{2}}\;\ a^{2}\,}
{\displaystyle S_{1D}=10\ a\,}
Poloměr vepsané koule je
{\displaystyle \rho ={\frac {\sqrt {10}}{20}}\;a\,}
a poloměr koule opsané je
{\displaystyle r={\frac {\sqrt {10}}{5}}\;a\,}
| Vícerozměrná geometrická tělesa | Vícerozměrná geometrická tělesa | Vícerozměrná geometrická tělesa | Vícerozměrná geometrická tělesa           | Vícerozměrná geometrická tělesa |
| ------------------------------- | ------------------------------- | ------------------------------- | ----------------------------------------- | ------------------------------- |
| d=2                             | trojúhelník                     | čtverec                         | šestiúhelník                              | pětiúhelník                     |
| d=3                             | tetraedr                        | krychle, oktaedr                | krychloktaedr, kosočtverečný dvanáctistěn | dvanáctistěn, dvacetistěn       |
| d=4                             | 5nadstěn                        | teserakt, 16nadstěn             | 24nadstěn                                 | 120nadstěn, 600nadstěn          |
| d=5                             | 5simplex                        | penterakt, 5ortoplex            |                                           |                                 |
| d=6                             | 6simplex                        | hexerakt, 6ortoplex             |                                           |                                 |
| d=7                             | 7simplex                        | hepterakt, 7ortoplex            |                                           |                                 |
| d=8                             | 8simplex                        | okterakt, 8ortoplex             |                                           |                                 |
| d=9                             | 9simplex                        | ennerakt, 9ortoplex             |                                           |                                 |
| d=10                            | 10simplex                       | dekerakt, 10ortoplex            |                                           |                                 |
| d=11                            | 11simplex                       | hendekerakt, 11ortoplex         |                                           |                                 |
| d=12                            | 12simplex                       | dodekerakt, 12ortoplex          |                                           |                                 |
| d=13                            | 13simplex                       | triskaidekerakt, 13ortoplex     |                                           |                                 |
| d=14                            | 14simplex                       | tetradekerakt, 14ortoplex       |                                           |                                 |
| d=15                            | 15simplex                       | pentadekerakt, 15ortoplex       |                                           |                                 |
| d=16                            | 16simplex                       | hexadekerakt, 16ortoplex        |                                           |                                 |
| d=17                            | 17simplex                       | heptadekerakt, 17ortoplex       |                                           |                                 |
| d=18                            | 18simplex                       | oktadekerakt, 18ortoplex        |                                           |                                 |
| d=19                            | 19simplex                       | ennedekerakt, 19ortoplex        |                                           |                                 |
| d=20                            | 20simplex                       | ikosarakt, 20ortoplex           |                                           |                                 |

## Jiné názvy
- pentachoron
- 4simplex